# Chaetocoelia angustipennis
Chaetocoelia angustipennis är en tvåvingeart som först beskrevs av Samuel Wendell Williston  1896.  Chaetocoelia angustipennis ingår i släktet Chaetocoelia och familjen lövflugor. Inga underarter finns listade i Catalogue of Life.